# 热曲 (四川)

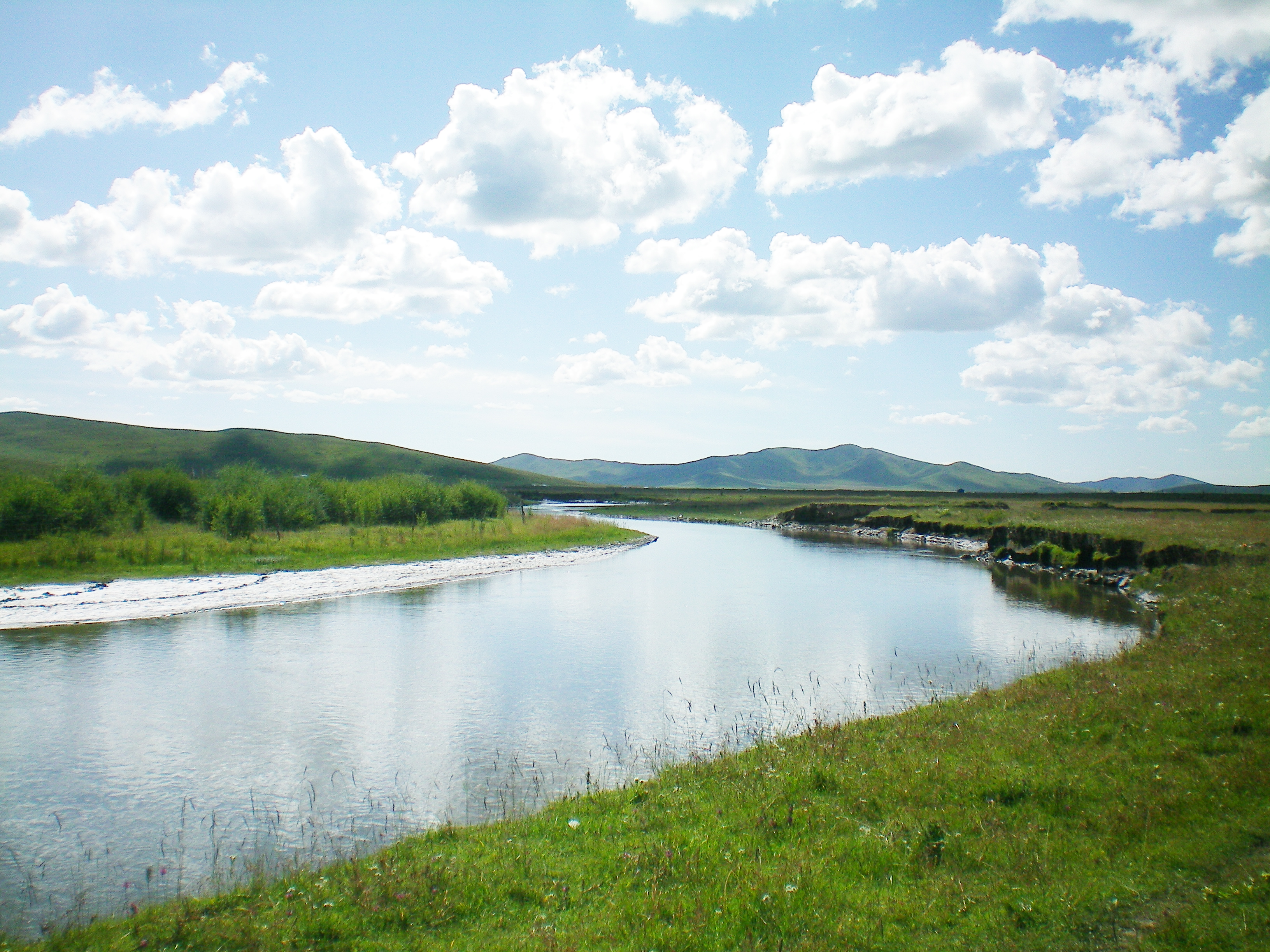
若尔盖县城东北郊河段。

热曲，也作班佑河，位于中华人民共和国四川省北部的一条河流，是黑河右岸支流，发源于红原县东北部的山冈，先北流，再转西北流成为红原县与若尔盖县之间的界河，之后再转北流进入若尔盖县境，经巴西镇班佑村（原班佑乡），于打更沟村西北掉头向西南，过若尔盖县城达扎寺镇后折向西，汇入黑河。河长186千米，流域面积1205平方千米。年均径流量4.13亿立方米。